# Символы и условные термины, используемые в сварочной документации

Символическое обозначение шва в чертеже

Обознаение симметричного угла сварки в техническом чертеже: упрощенное представление (слева) и символическое представление (справа)

Символы и условные обозначения сварки в документации указаны в национальных и международных стандартах разных стран, таких как ГОСТ 2.312-72 Единая система конструкторской документации (ЕСКД). Условные изображения и обозначения швов сварных соединений; ISO 2553 Сварные, паяные паяные соединения — графическое представление на чертежах и ISO 4063 сварка и родственные процессы — номенклатура процессов и ссылочных номеров. В США стандартные символы соответствуют требованиям американского Национального института стандартов и американского сварочного общества и отмечаются как «ANSI/AWS». Отчасти из-за развития нефтяной отрасли, этот символ был использован в 1990-х годах для 50 % зарубежных сварочных работ.
В инженерных чертежах каждый сварной шов условно обозначается стрелкой, которая указывает на место сварки. Стрелка помечается буквами, цифрами и символами, которые указывают на точную спецификацию сварного шва. В сложных приложениях подробная информация может быть указана с использованием одного символа. В этих случаях используются примечания.

## Составные элементы
Составными элементами обозначений, используемые в сварочной документации США являются:
1. Опорная линия — тело стрелки, которая является основой для спецификации.
2. Подсказывающая стрелка, которая идёт под углом к исходной линии, указывая на место сварки.
3. Основной символ сварки выносится на исходную линию для указания на форму сварного шва. Символ помещается на стрелку чтобы указать, на какой стороне стыка шва идёт сварка.
4. Размеры и другие цифры, такие как длина шва или число сварных точек указываются выше и ниже опорной линии.
5. Дополнительная символы пишутся на стыке опорной линии и стрелки. Одним из таких символов является круг.
6. Обозначения шероховатости пишется выше опорной линии.

В РФ ГОСТ 2.312-72 устанавливает условные изображения и обозначения швов в конструкторских документах изделий всех отраслей промышленности и для документации в строительстве. В ГСТ швы сварного соединения, независимо от способа сварки изображают: видимый — сплошной основной линией; невидимый — штриховой линией. От изображения шва проводят линию-выноску, заканчивающуюся односторонней стрелкой. Линию-выноску проводят от изображения видимого шва.
Для обозначения сварных швов используются вспомогательные знаки, имеющие вид круга О, Z, Г, / и др.

## Сокращения для сварки
В Северной Америке в чертежах указывается конкретный процесс сварки и пайки. Процесс обозначается в виде аббревиатур:
| Designation | Welding process                          |
| ----------- | ---------------------------------------- |
| CAW         | Дуговая сварка                           |
| FB          | Вид пайки                                |
| FW          | Сварка плавлением                        |
| GMAW        | Дуговая сварка в защитных газах          |
| GTAW        | Сварка неплавящимся электродом           |
| IB          | Индукционная пайка твёрдым припоем       |
| OAW         | Газовая сварка                           |
| OHW         | Газовая сварка                           |
| PGW         | Газовая сварка с давлением               |
| RB          | Сварка трением                           |
| SAW         | Автоматическая дуговая сварка под флюсом |
| TB          | Пайка горелкой                           |
| UW          | Стыковая сварка                          |